# Luís José Correia de Sá Velasco e Benevides
Luís José Correia de Sá Velasco e Benevides ou simplesmente Luís José Correia de Sá (Santos-o-Velho, Lisboa, 15 de outubro de 1698 - Santos-o-Velho, 1771?) foi um nobre, militar e aristocrata colonial português.

## Biografia
Inicialmente seguiu a vida religiosa, inscrevendo-se como porcionista, no Real Colégio de São Paulo da Universidade de Coimbra, que depois abandonou para seguir a carreira militar. Em 1747 passou ao Rio de Janeiro, no Brasil, onde sentou praça. Voltando ao Reino de Portugal, continuou o serviço militar e foi capitão-tenente da marinha.
Foi membro do conselho dos reis D. João V e D. José I.
Governador e Capitão General da Capitania de Pernambuco (15 de Março de 1749-16 de Fevereiro de 1756). Sua gestão notabilizou-se no fortalecimento do poderio político-comercial do Recife.

## Dados genealógicos
Filho de:
- D. Diogo Correia de Sá (7 de Abril de 1669 – 5 de Novembro de 1745), 3.º Visconde de Asseca (27 de setembro de 1678), foi alcaide-mor de São Sebastião do Rio de Janeiro. Foi também senhor de Fanquinhas e de Couto de Pena Boa, e da vila de São Salvador, no Brasil, e Comendador de São Salvador de Alagoa, de São João de Cássia e de São Salvador de Minhotães.[4] E de:
- D. Inês Isabel Virgínia da Hungria de Lancastre (1678-?), filha de  Luís César de Menezes (1653 - 1720), alferes mor de Portugal, alcaide-mor de Alenquer  e D. Mariana de Lancastre (1657-?).

Casado com Francisca Joana Josefa da Câmara, filha de Lourenço Gonçalves da Câmara Coutinho, almotacé-mor do Reino, e de D. Leonor Josefa de Tavora (2 de fevereiro de 1711-?), dama do Paço, filha de D. Luís José de Almada, mestre sala da Casa Real.
Filhos:
- Salvador Correia de Sá, 5º visconde de Asseca (Santos-o-Velho, Lisboa, 6 de março de 1760 - São Martinho, Sintra, 11 de agosto de 1817), 7." almotacé-mor, veador da rainha D. Carlota Joaquina, tenente-general; sucedeu a seu tio paterno, o 4.° visconde de Asseca no título, e, no cargo de almotacé-mor,[9] casado a 1.ª vez com D. Helena Gertrudes José de Melo, filha dos 1.os marqueses de Sabugosa, e 7.os condes de S. Lourenço, António Maria César de Melo Silva e Meneses,[10] e D. Joaquina Josefa Benta Maria de Meneses, e a 2-ª vez com Maria Benedita de São Paio Melo e Castro. Com geração.[11]